# Rezerwat przyrody Kruszewiec
Rezerwat przyrody Kruszewiec – leśny rezerwat przyrody w gminie Lubochnia, w powiecie tomaszowskim, w województwie łódzkim, w pobliżu miejscowości Kruszewiec, około 3 km na północ od granicy administracyjnej Tomaszowa Mazowieckiego.
Został powołany Zarządzeniem Ministra Leśnictwa i Przemysłu Drzewnego z 19 kwietnia 1979 roku (M.P. z 1979 r. nr 13, poz. 77, § 6). Według aktu powołującego, celem ochrony jest zachowanie fragmentu wielogatunkowego lasu liściastego z udziałem jodły na granicy jej zasięgu. Rezerwat początkowo zajmował powierzchnię 50,51 ha. W 1989 roku został powiększony do 81,54 ha i tyle zajmuje do tej pory.
Według obowiązującego planu ochrony ustanowionego w 2007 roku, obszar rezerwatu objęty jest ochroną czynną.
W bezpośredniej bliskości znajduje się rezerwat „Starodrzew Lubochniański”.